# Кротоп
Кротоп (на старогръцки: Κρότωπος, Krotopos) в древногръцката митология е цар на Аргос.
Син е на Агенор и баща на Стенел и Псамата. Той наследява своя чичо Иас като цар на Аргос след смъртта му.
Неговата дъщеря, ражда син на Аполон, но той убива дъщеря си.
Паметник на Кротоп е имало издигнат в Агрос, според Павзаний.